# شيخ العرب
أحمد (حماد) بن محمد بن إبراهيم بوشلاكن، المشهور بلقب «شيخ العرب» أو «الحاج» والمعروف أيضا باسم أحمد أكوليز (1927 - 7 أغسطس 1964م) من رجال المقاومة المغربية زمن الحماية الفرنسية ومن المعارضين والمتمردين على سلطة الملك الحسن الثاني بعد الاستقلال.

## مسيرته
ولد أحمد سنة 1927 بدوار أكوليز من قبيلة إيسافن السوسية الواقعة بإقليم طاطا جنوب شرق المغرب. وهو في سن الثانية عشرة، سافر سيرا على الأقدام مسافة تزيد عن 490 كم، قاصدا الرباط ليساعد والده في محل التجارة. عمل حماد بعد ذلك في «مدرسة كسوس» طباخا ثم حارسا عاما في المرحلة الأولى من نشاطه النضالي الممتد بين سنتي 1944 و1954.

### الاعتقال
سنة 1951 تم إلقاء عليه القبض من قبل سلطات الحماية الفرنسية. وكانت العقوبة أن يعاود قطع نفس المسافة التي قطعها منذ اثني عشر عاما سيرا على الأقدام، مقيد اليدين مكبل الرجلين، في رحلة العودة لمسقط الرأس بدوار أكوليز، حتى يكون عبرة. في صيف عام 1954، في وقت بدأ فيه الصراع يحتدم بين رجال المقاومة والاستعمار، يلقى عليه القبض من جديد بتهمة حمل السلاح وتنظيم محاولات اغتيال. استقدم له الفرنسيون رضا اكديرة محاميا، فرفض أحمد أكوليز، وودع في سجن القنيطرة المركزي. نفس المحامي الذي سيكون من بين أهداف أحمد أكوليز بعد الاستقلال. في فترة السجن هاته، اكتسب أحمد أكوليز لقب «شيخ العرب». وحسب رواية محمد لومة أن هذا اللقب يعود لإضراب عن الطعام قام به عندما لاحظ أن بعض السجناء من الرباط، فاس ومكناس يتمتعون بمعاملة خاصة ويأتى لهم بوجباتهم من أحد مطاعم المدينة على خلاف باقي السجناء. فأطلق عليه زملائه في السجن لقب «شيخ الإسلام» بسبب تدينه وحسن خلقه. لكنه رفض هذا اللقب، فبدلوه إلى «شيخ العرب».
وبعد عودة محمد الخامس من المنفى ومفاوضات إيكس ليبان، تم إطلاق سراح الكثير من السجناء خصوصا أبناء النخبة من الرباط وفاس ومكناس. وبعد الاستقلال استمر شيخ العرب قابعا في زنزانته. وبعد نفاذ صبره قام بتنظيم هروبه من السجن في ماي 1956، لتبدأ المرحلة الثانية من نشاطه النضالي. بعد الاستقلال تحول اسمه في الحالة المدنية إلى اسم فوزي. فوقع رجال القضاء في حرج بالنظر إلى شخصيته والتهمة التي يقضي بموجبها عقوبة السجن، فقد كان معتقلا باسم الدفاع عن استقلال الوطن، فتم التغاضي عن قضية الهروب من السجن.

### لائحة الاغتيالات
بدأ «شيخ العرب» في تصفية عدد من الأفراد، بدعوى أنهم تعاملوا مع الاستعمار الفرنسي. ففي سنة 1959، قام باغتيال رجلين من جهاز الأمن بعدما اشتكى له أهالي منطقة سوس من بطشهما، وكان أحدهما، «كويزا لاسورطي»، قاتل علال بن عبد الله، الذي حاول اغتيال محمد بن عرفة في 11 شتنبر 1953، كما أصدر شيخ العرب حكما بالإعدام في محكمة شعبية بحق ضابطين من جيش التحرير اتهما بسلسلة من جرائم الاغتصاب في الجنوب. قطع كل صلاته بجيش التحرير بعد أن تزايدت انتقاداته اللاذغة لزعمائه. فقام بتأسيس ما عرف بالجبهة المسلحة من أجل الجمهورية المغربية. وأصدرت محكمة تارودانت في حقه حكما غيابيا بالإعدام.
يروي مومن الديوري في كتابه حقائق مغربية عن صديقه شيخ العرب، أنه رآه يبكي مرة واحدة عندما شاهد علال الفاسي في استقبال بالقصر الملكي كان ينقله التلفزيون المغربي وهو يركع للملك الراحل الحسن الثاني ليقبل يده.
في سنة 1962، اجتمع شيخ العرب بالمهدي بن بركة في لقاء نظمه صديقه مومن ديوري بعد أن نجح في إقناعه بأن التحالف مع الزعيم اليساري من شأنه أن يعرف بحركات الكفاح المسلح خارج المغرب ويمنحها الاعتراف الدولي في إطار أنشطة مؤتمر القرات الثلاث.
استطاع «شيخ العرب» أن يصنع لنفسه بنية مسلحة مهمة، فتحول بين 1960 و1964 إلى الرجل المطلوب رقم واحد في المغرب. ففي 16 يوليو 1963 كشفت الأجهزة الأمنية عن «مؤامرة» تورط فيها شيخ العرب إلى جانب الفقيه البصري بإعداد لائحة أسماء خططوا لتصفيتها، من بينها أحمد رضا كديرة ومحمد أوفقير والمحجوبي أحرضان والمحجوب بن الصديق بوصفهم متعاونين مع الفرنسيين. فوجهت إلى الجميع تهمة تشكيل تنظيم مسلح والتخطيط لتصفية شخصيات عمومية. حاصرت قوات الأمن في ذلك اليوم مقر الكتابة العامة لحزب الاتحاد الوطني للقوات الشعبية. وفي أغسطس 1963 تمكن من الفرار إلى الجزائر. واتهم بالمشاركة في مؤامرة ضد حياة الملك الحسن الثاني، تلقّى فيها شيخ العرب حكما غيابيا بالإعدام، بمعية ابن بركة، في 14 مارس 1964.
لم يتلقّى الدعم العسكري الذي كان يرجوه في الجزائر، بعد انتهاء حرب الرمال وتوقيع السلام بين الحسن الثاني وابن بلة.

### العودة للمغرب
في يونيو 1964 عبر شيخ العرب الحدود الجزائرية المغربية رفقة عمر ناصر الفرشي عن طريق بني ادرار. فوجد نفسه مطارداً من طرف الأجهزة الأمنية المغربية. إستقر بفيلا بالدارالبيضاء بضعة أيام فقط، وسرعان ما طوّقتها جماعة من رجال الأمن، فاضطر شيخ العرب ورفاقه لتبادل إطلاق النار مع الشرطة فقتلوا ثلاثة من أفرادها وجرحوا آخرين وتمكنوا من الفرار.
ظل شيخ العرب ورفاقه مطاردين على امتداد التراب الوطني، إذ كانت جماعته تضم عميلاً يخبر جهاز المخابرات بتحركاته. فظل مطارداّ إلى أن لقي حتفه على يد رجال الشرطة في 7 أغسطس 1964 واعتقل ما يناهز 40 من رفاقه. دفنت جثته في مقبرة بالدار البيضاء دون شاهد على قبره.